# Viridifusus
Viridifusus is een geslacht van weekdieren uit de klasse van de Gastropoda (slakken).

## Soorten
- Viridifusus albinus (A. Adams, 1856)
- Viridifusus buxeus (Reeve, 1847)
- Viridifusus maximus (G. B. Sowerby III, 1893)
- Viridifusus mollis (G. B. Sowerby III, 1913)